# Naim Talu
Mehmet Naim Talu (ur. 22 lipca 1919 w Stambule, zm. 15 maja 1998 tamże) – turecki ekonomista i polityk, dyrektor generalny i następnie prezes banku centralnego (1967–1971), minister handlu (1971–1973), premier Turcji w latach 1973–1974.

## Życiorys
W 1943 ukończył studia ekonomiczne na Uniwersytecie Stambulski. Pracował w Sümerbanku, a od 1946 był zawodowo związany z tureckim bankiem centralnym. W 1966 został pełniącym obowiązki jego dyrektora generalnego, w 1967 powołany na dyrektora generalnego, a po reorganizacji z 1970 objął funkcję prezesa tej instytucji. W latach 1971–1973 sprawował urząd ministra handlu w rządach Nihata Erima i Ferita Melena. W 1972 prezydent Cevdet Sunay mianował go na senatora. 15 kwietnia 1973 Naim Talu objął urząd premiera, który sprawował do 26 stycznia 1974. W 1976 odszedł z parlamentu, pełnił funkcję przewodniczącego rady dyrektorów Akbanku.